# Custotychus spiculifer
Custotychus spiculifer är en skalbaggsart som först beskrevs av Thomas Casey 1894.  Custotychus spiculifer ingår i släktet Custotychus och familjen kortvingar. Inga underarter finns listade i Catalogue of Life.